# Маврово и Ростуше
Маврово и Ростуше (на македонска литературна норма: Општина Маврово и Ростуше) е община, разположена в западната част на Северна Македония със седалище в село Ростуше.
Общината обхваща 42 села в областта Река по течението на река Радика на площ от 663,19 km2. Населението на общината е 8618 (2002), предимно албанци християнии (със македонско самосъзнание) и мюсюлмани в Горна река и македонци мюсюлмани и християни в Долна река, с гъстота от 12,99 жители на km2.
В 2014 година името на селото е върнато от Ростуша към оригиналното Ростуше и съответно името на общината е променено от Маврово и Ростуша на Маврово и Ростуше.

## Структура на населението
Според преброяването от 2002 година община Маврово и Ростуша има 8618 жители.
| Етническа принадлежност | Процент | Брой |
| северномакедонци        | 50,46%  | 4349 |
| албанци                 | 17,21%  | 1483 |
| турци                   | 31,10%  | 2680 |
| роми                    | 0,12%   |      |
| власи                   | 0,00%   |      |
| сърби                   | 0,07%   |      |
| бошняци                 | 0,36%   |      |
| други                   | 0,68%   |      |